# Ruiny

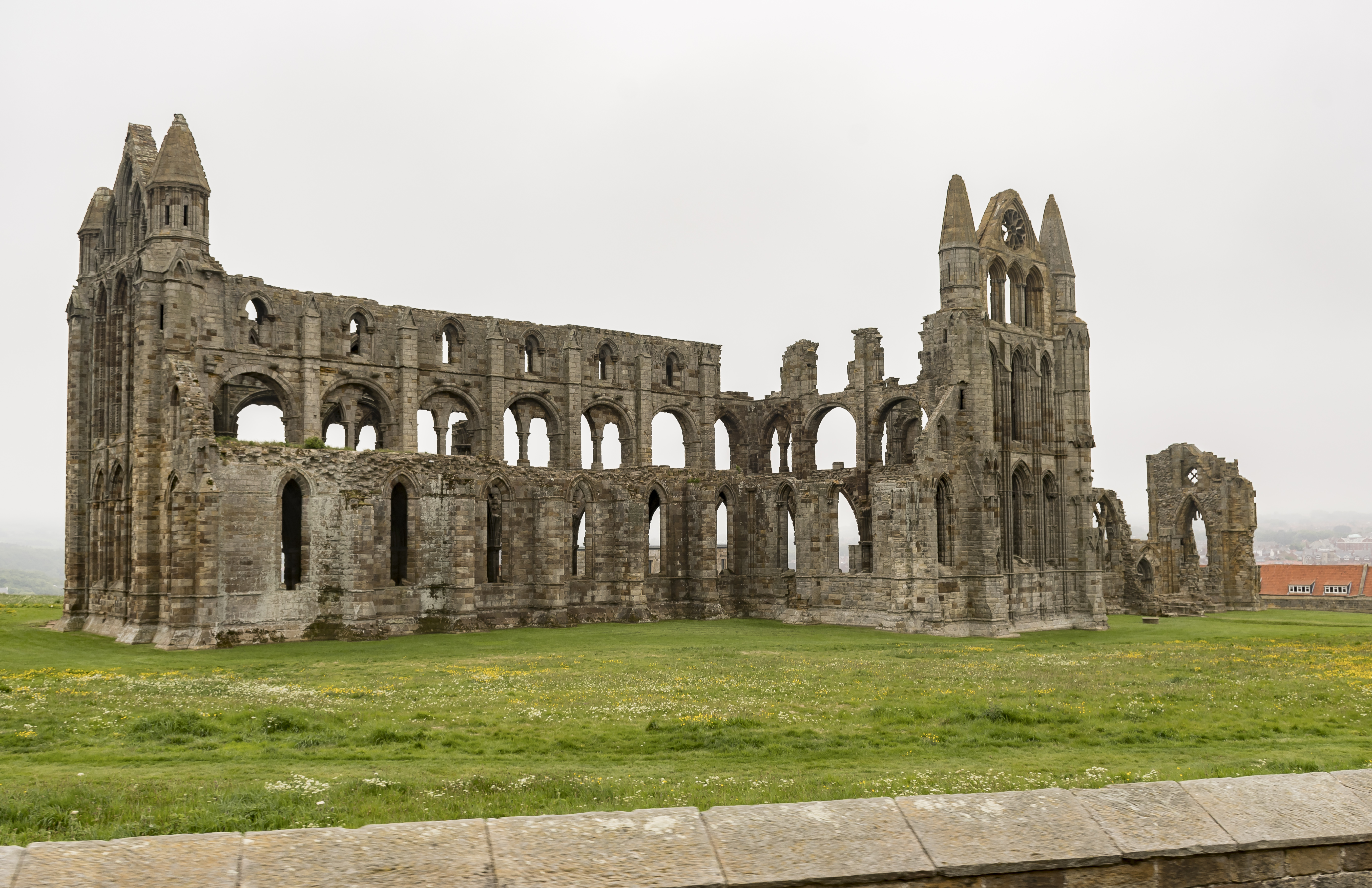
Ruiny opactwa w Whitby

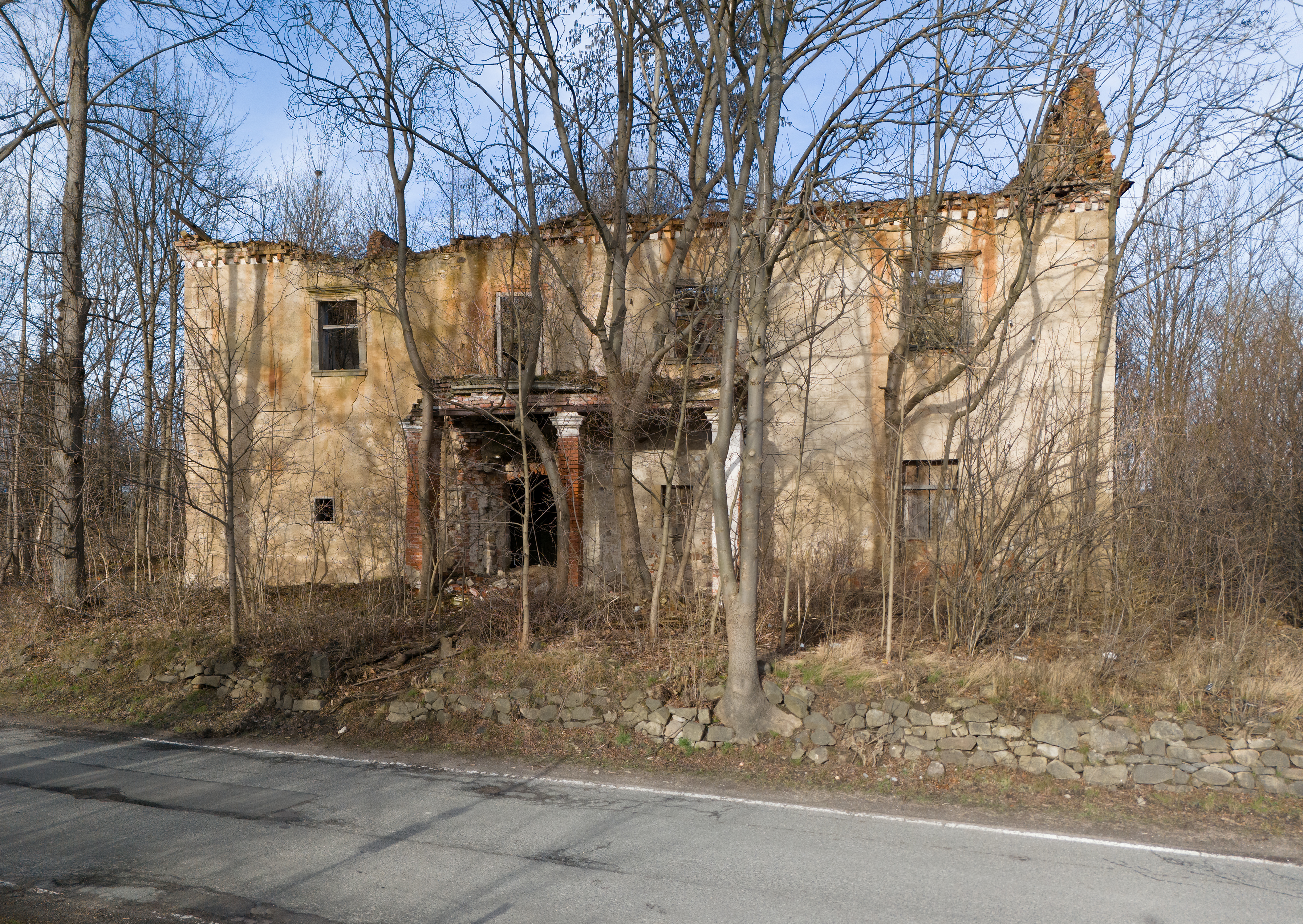
Ruiny Dworu Górnego w Starej Łomnicy

Ruiny lub ruina (z łac. ruere – przewracać się) – widoczne pozostałości zniszczonego, lecz niecałkowicie rozebranego obiektu budowlanego.
Ruiny powstają na skutek opuszczenia przez użytkowników budowli lub budynków, których dalsze użytkowanie nie jest możliwe lub opłacalne. Proces przekształcania obiektu w ruinę może być również zainicjowany przez zniszczenia wojenne czy klęski żywiołowe. Dalsze niszczenie następuje na przykład poprzez wpływ warunków atmosferycznych lub pozyskiwanie elementów budowlanych z opuszczonego obiektu (kamień, złom stalowy i tym podobne).
Wiele zabytków architektury lub innych obiektów cennych ze względów historycznych zachowanych jest obecnie w stanie trwałej ruiny. O ile niegdyś pozostawiano ruiny własnemu losowi, co umożliwiało ich dalszą erozję, obecnie w przypadku obiektów zabytkowych nierzadko dokonuje się konserwacji, a przynajmniej inwentaryzuje je. Znacznie częściej niż dawniej, w przypadku likwidowanych zabudowań, dokonuje się ich rozbiórki. Procesy naturalnego przekształcania w ruinę nadal jednak występują, na przykład w przypadku budynków o niejasnych stosunkach własnościowych, takich jak obiekty upadłych zakładów przemysłowych czy zlikwidowane garnizony Armii Radzieckiej.